# Altissima pressione
Pour plus de détails, voir Fiche technique et Distribution.
Altissima pressione est une comédie musicale italienne réalisée par Enzo Trapani et sortie en 1965.
C'est l'un des quelques films italiens dans lequel Françoise Hardy fait une apparition.

## Synopsis
Roberto, jeune auteur-compositeur-interprète sans le sou, convainc le père d'un ami d'investir dans un nouveau local. Le Caciotta Club est fondé. Pendant ce temps, Roberto, déjà fiancé à Lia, rencontre une certaine Serenella à l'occasion d'un spectacle. Serenella est une jeune femme qui, grâce à l'influence de son père, peut ouvrir des portes importantes au jeune homme. Grâce à cette nouvelle amitié, l'auteur-compositeur-interprète obtient d'abord une audition puis l'enregistrement de son premier album.

## Fiche technique
Sauf indication contraire, les informations mentionnées dans cette section peuvent être confirmées par la base de données cinématographiques IMDb,  présente dans la section « Liens externes ».
- Titre original italien : Altissima pressione[1]
- Réalisation : Enzo Trapani
- Scenario : Fulvio Palmieri (it), Enzo Trapani, Marisa Soprano
- Photographie :	Mario Montuori
- Montage : Luciano Anconetani, Gabriele Vitale
- Musique : Ennio Morricone, Luis Bacalov (sous le nom de « Luis Enriquez »)
- Décors : Giulia Mafai (it)
- Société de production : Tigielle 33
- Pays de production :  Italie
- Langue originale : italien
- Format : Noir et blanc - Son mono - 35 mm
- Durée : 97 min (1 h 37)
- Genre : Comédie musicale
- Dates de sortie :
  - Italie : 2 septembre 1965

## Distribution
- Dino : Roberto
- Micaela Esdra : Lia
- Mauro Bronchi : Fausto
- Gianluca Amadio : Sandro
- Lilly Bistrattin : Gianna
- Roberto Palmieri : Gigi
- Anna Maria Checchi : Laura
- Léa Nanni : Daniela
- Gianni Morandi : Lui-même
- Rosemarie Dexter : Serenella
- Fabrizio Capucci : Lui-même
- Lucio Dalla : Lui-même
- Nicola Di Bari : Lui-même
- Lando Fiorini : Lui-même
- Peppino Gagliardi : Lui-même
- Françoise Hardy : Elle-même
- Anna Maria Izzo : Elle-même
- Michele : Lui-même
- The Rokes : Eux-mêmes
- Ricky Shayne : Lui-même
- Edoardo Vianello : Lui-même
- Mimmo Poli : Le charcutier
- Grazia Maria Spina : La présentatrice
- Sebastiano De Laurentiis : Le père de Lia